# 64 Andromedae
Désignations
64 Andromedae est une étoile géante de la constellation d'Andromède, située à ∼ 419 a.l. (∼ 128 pc) de la Terre.